# Mozaikszók listája: T
Ezen a lapon a T betűvel kezdődő mozaikszók ábécé rend szerinti listája található. A kis- és nagybetűk nem különböznek a besorolás szempontjából.

## Lista: T
- taj – társadalombiztosítási azonosító jel
- tb – társadalombiztosítás
- tbc – tuberculosis (tuberkulózis)
- TCP – Transmission Control Protocol
- TCP/IP – Transmission Control Protocol / Internet Protocol
- TD – Touchdown
- TDI – Tabbed Document Interface (füles felhasználói felület)
- TDK – Tudományos Diákkör
- telex – teletype exchange
- TF – Testnevelési Főiskola
- THM – Teljes Hiteldíjmutató
- TIE – Twin Ion Engine, Iker-ionhajtómű, Csillagok háborúja-beli űrjármű
- TIFF – Tagged Image File Format
- TIR – Transport International Routier (nemzetközi országúti szállítás)
- TIR – Természetvédelmi Információs Rendszer
- TIT – Tudományos Ismeretterjesztő Társulat
- TNG – The Next Generation (Star Trek)
- TOS – The Original Series (Star Trek)
- TPF – Tomori Pál Főiskola
- trafó – transzformátor
- TSF – Tessedik Sámuel Főiskola
- tsz – termelőszövetkezet
- TTI jelentéseiről lásd a TTI (egyértelműsítő lap) szócikket
- TTS – Text to Speech (hangszintetizálás)
- TTSS – Text to Speech System (hangszintetizáló rendszer)
- tv – televízió
- TVK – Tiszai Vegyi Kombinát vagy Teljesítmény Volumen Korlát